# Михаил (архангел)
Вижте пояснителната страница за други личности с името Михаил.
Михаил (на иврит: מיכאל, Micha'el или Mîkhā’ēl; на гръцки: Μιχαήλ; на латински: Michael или Míchaël) е главният архангел, главният пазител на Небесното царство и главен страж на Божия закон. Името му буквално преведено означава „Кой е като Господ?“ (miyka'el бил бойния вик на небесните армии на иврит).

## Изобразяване
В православната иконография най-често е изобразяван на входа на храма, въоръжен с меч и носещ писание, подканващо към влизане вътре с чисто сърце и чисти мисли. Считан е за помощник на хората в ежедневната битка с демоните на злото.
Архангел Михаил е представян и като водач на ангелите и светец-покровител на войниците. Като началник на небесните войнства, той е наричан също и „архистратиг“, т.е. върховен стратег. Той е един от четиримата архангели в Стария завет (заедно с Гавриил, Рафаил и Уриил) и един от седемте архангели в Библията.
Според популярно поверие архангел Михаил пази тялото на Моисей и превежда душите на мъртвите до Ада или Рая. Приписват му се участие в сътворяването на Земята, способност да съживява и умението да придобива човешки или животински облик. Възприеман е и като превъплътеният Адам.
Според учението кабала, на Дървото на живота, Сефирос, аспекта Ход – слава, величие – стои архангелът Михаил. Преди Месията да дойде, Михаил ще поведе армиите на Небесата срещу Антихриста и ще ги победи. Именно той ще засвири на шофара и ще възвести Края на света. В Откровението на Йоан е описана битката на архангела и неговите ангели със седемглав и десеторог Дракон, в резултат на която Змеят/ Дявол/Сатана, е прогонен от Царството небесно на земята.

## Чудеса
Според една известна легенда, засягаща ландшафта, около град Хона/Хонай (сега Хоназ, Турция) и връзката му с близките древни градове Колоса и Хиераполис, в областта Фригия, в знак на благодарност за изцелението на дъщеря му чрез водите на лечебен извор, намиращ се в землището на Колоса, някакъв местен жител построява храм, посветен на архангел Михаил. В продължение на 60 години в него служи клисарят Архип Херотопски, известен с добродетелния си християнски живот. От омраза към него тамошните езичници решават да унищожат храма. Обединяват 2 планински реки в един поток и го насочват натам, с намерението да удавят свещеника, а църквата да наводнят и потопят. Архип разбира за това навреме и призовава на помощ архангел Михаил. Той се появява на пътя на водите, в близост до храма и, ударяйки планината с жезъла си, отваря в нея широк процеп, в който те пропадат, с което храмът остава незасегнат. Така се обяснява в легендата името (Хони - разлом, отверстие) на мястото, където се преселват жителите на Колоса, прогонени от града в резултат на арабските нашествия.